# Kalpitiya
Kalpitiya és una ciutat del districte de Puttalam, província del Nord-oest de Sri Lanka. És coneguda per la seva serena bellesa. Consisteix en 14 illes. Té una àrea total de 16.73 km². Els habitants de Kalpitiya són majoritàriament pescadors. Ara s'està desenvolupant com una destinació turística atractiva. El cens de 2009 li assigna una població de 64.908 habitants.

## Història
La història de Kalpitiya és interessant. Els rècords antics revelen que la península va estar associada amb contraban i comerç marítim des de temps antics. Fou primer colonitzada pels portuguesos a començament del segle xvii. L'arribada dels holandesos finalment va acabar amb l'expulsió dels portuguesos d'aquí cap a altres llocs de l'illa.
Els rècords històrics mostren que durant el període holandès de la història colonial de l'illa, la punta final al nord de la península va ser utilitzada com a base estratègica per una guarnició militar i posició naval per monopolitzar els subministraments comercials cap al interior. Hi havia un fort holandès (que està ben conservat i fou construït sobre una església d'era portuguesa més antiga) que fou ocupat per la Marina de Sri Lanka; també es conserva una església holandesa.
Prop de Talawila al sud, un festival anual manté viu el seu patrimoni portuguès, (antic festival de l'església de Santa Anna), quan milers de catòlic devots baixen al petit poble per celebrar el dia de Santa Anna el 26 de juliol.

## Indústria turística
Ara s'està desenvolupant com una destinació turística atractiva. És un santuari marí amb una diversitat de hàbitats que van d'esculls de barra, planes costeres planes, salines, manglars de pantà aiguamolls i grans dunes d'arena. Proporciona acolliment per moltes espècies de peixos i crustacis. Les aigües costaneres són també llar de alguns peixos poc habituals incloent el dofí geperut de l'Indo-Pacífic, balenes, tortugues marines, i fins i tot el dugong difícil de veure i que són un gran atractiu per als turistes potencials.
Alankuda és un tram de platja a Kalpitiya que és seu de hotels populars a l'àrea. La platja és un punt de començament pel albirament de balenes i dofins des de Kalpitiya i ofereix diverses activitats aquatiques. Els hotels i els resorts inclouen el Bar Reef Resort, Palagama Beach, Khomba House, Udekki i Dolphin Beach Resort.

### Illes de Kalpitiya
| No | Nom de l'Illa       | Àrea      |
| -- | ------------------- | --------- |
| 1  | Battalangunduwa     | 145.53 ha |
| 2  | Palliyawatta        | 60.89 ha  |
| 3  | Vellai Jo           | 1.55 ha   |
| 4  | Vellai II           | 10.80 ha  |
| 5  | Vellai III          | 13.70 ha  |
| 6  | Uchchamunai         | 449.30 ha |
| 7  | Ippantivu           | 76.88 ha  |
| 8  | Periya Arichchalai  | 45.60 ha  |
| 9  | Sinna Arichchalai   | 16.82     |
| 10 | Eramutivu           | 101.52 ha |
| 11 | Sinna Eramutivu     | 2.22 ha   |
| 12 | Eramutivu De l'oest | 4.53 ha   |
| 13 | Kakativu            | 4.53 ha   |
| 14 | Mutwal (Dutch Bay)  | 715.14 ha |

### Projectes de desenvolupament
- Aeroport domèstic - Uchchamunai
- Parc de Atraccions d'Aigua - Kandakkuliya
- Camp de Golf - Dutch Bay
- Curses - Kalpitiya
- Camp de joc de criquet - Kalpitiya